# Vasîl Fedorîșîn
Vasîl Fedorîșîn (n. 31 martie 1981, Kaluș, regiunea Ivano-Frankivsk, RSS Ucraineană, URSS) este un luptător ce a reprezentat Ucraina, medaliat olimpic. A participat la 3 ediții ale Jocurilor Olimpice (2004, 2008, 2012) în care a câștigat o medalie de argint.